# دنیس سیلانتیف
دنیس سیلانتیف (به انگلیسی: Denys Sylantyev) (زادهٔ ۳ اکتبر ۱۹۷۶) شناگر اهل اوکراین است.